# Großblättrige Nabelmiere
Die  Großblättrige Nabelmiere  (Moehringia macrophylla) ist eine Pflanzenart aus der Gattung der Nabelmieren (Moehringia) innerhalb der Familie der Nelkengewächse (Caryophyllaceae). Sie ist in Nordamerika weitverbreitet.

## Beschreibung

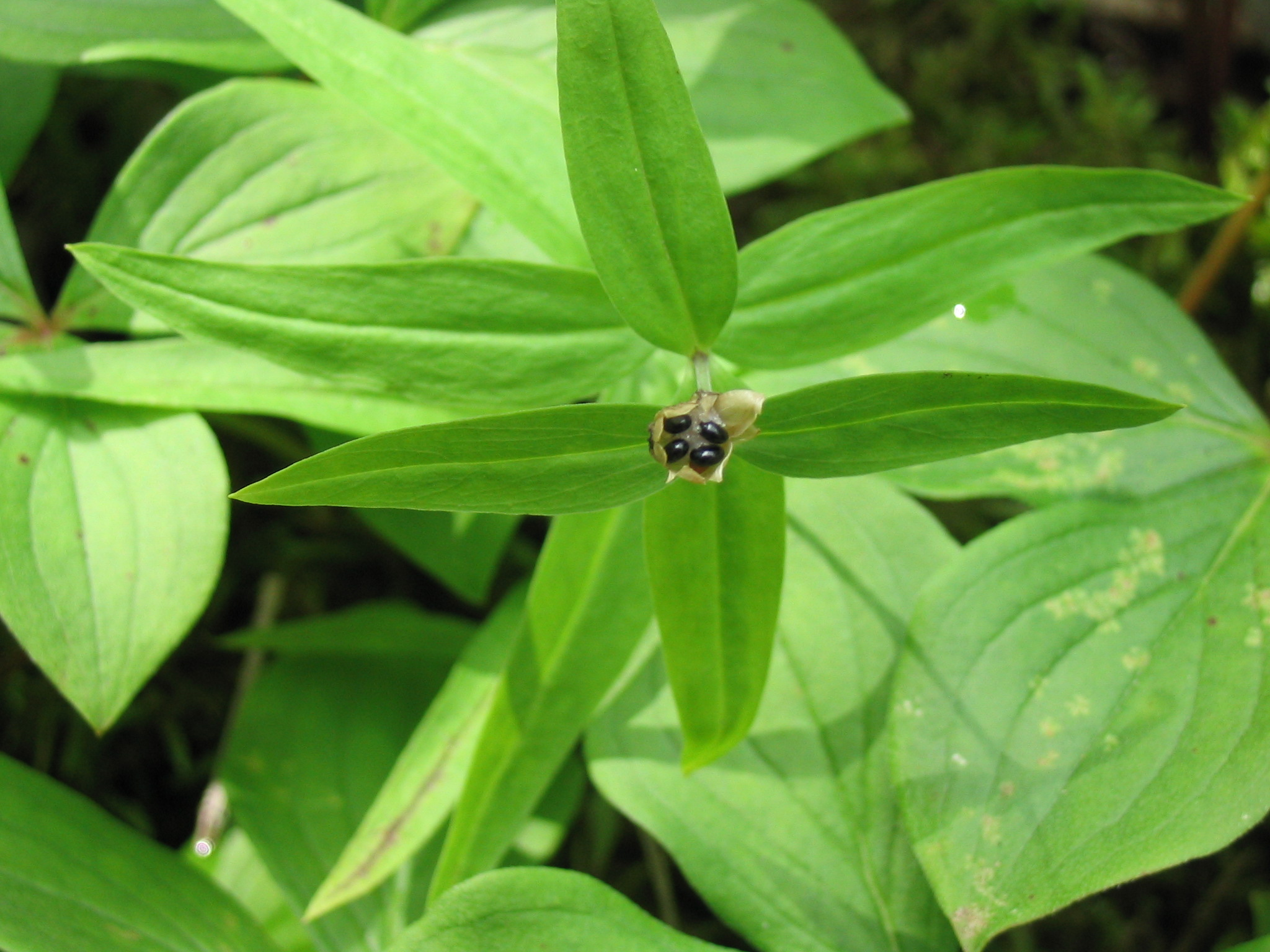
Gegenständige Laubblätter und offenen Frucht mit Samen

### Vegetative Merkmale
Die Großblättrige Nabelmiere ausdauernde Pflanzen mit Wuchshöhen von 5 bis 25 Zentimetern. Das Rhizom bildet ein ausgedehntes Netzwerk mit vielen sterilen und blühenden Sprossachsen. Je Pflanzenexemplar sind mehrere Stängel vorhanden. Die aufrechten Stängel sind sehr kurz behaart.
Es sind keine Grundblätter vorhanden. Die zahlreichen gegenständig am Stängel angeordneten Laubblätter sitzend oder fast sitzend. Die einfachen, kahlen Blattspreiten sind bei einer Länge von 2 bis 5 Zentimetern sowie einer Breite von 2 bis 12 Millimetern lanzettlich bis elliptisch und enden abrupt in einer Stachelspitze.

### Generative Merkmale
Die Blütezeit reicht vom späten Frühling bis in den Sommer. Die Blüten stehen einzeln oder zu zweit bis fünft in endständigen, lockeren, zymösen Blütenständen.
Die zwittrigen Blüten sind radiärsymmetrisch und fünfzählig mit doppelter Blütenhülle. Die fünf Kelchblätter sind bei einer Länge von 2,5 bis 6 Millimetern eiförmig mit spitzem oberen Ende. Die fünf weißen Kronblätter sind 2 bis 10 Millimeter lang. Der  Samen ist bei einer Länge von 1,5 bis 2,2 Millimetern rundlich-eiförmig und besitzt ein fleischiges Anhängsel („Caruncula“, Elaiosom).

### Chromosomensatz
Die Chromosomengrundzahl beträgt x = 12; es liegt Tetraploidie mit einer Chromosomenzahl von 2n = 48 vor.

## Vorkommen
Moehringia macrophylla in Nordamerika in Kanada und den nördlichen sowie westlichen Bundesstaaten der USA weitverbreitet.
Moehringia macrophylla an feuchten, schattigen Hängen, Felsgraten, ultramafischen Felsaufschlüssen sowie Gipfeln und Strände in Höhenlagen von 200 bis 3400 Metern.

## Taxonomie
Die Erstbeschreibung erfolgte 1831 unter dem Namen (Basionym) Arenaria macrophylla durch William Jackson Hooker in Fl. Bor.-Amer., Volume 1, Seite 102. Die Neukombination zu Moehringia macrophylla (Hook.) Fenzl  wurde 1933 durch Fenzl in Versuch einer Darstellung der Geographischen Verbreitungs- und Vertheilungs-Verhältnisse der Natürlichen Familie der Alsineen, 18, 38 veröffentlicht.